# NovaThor

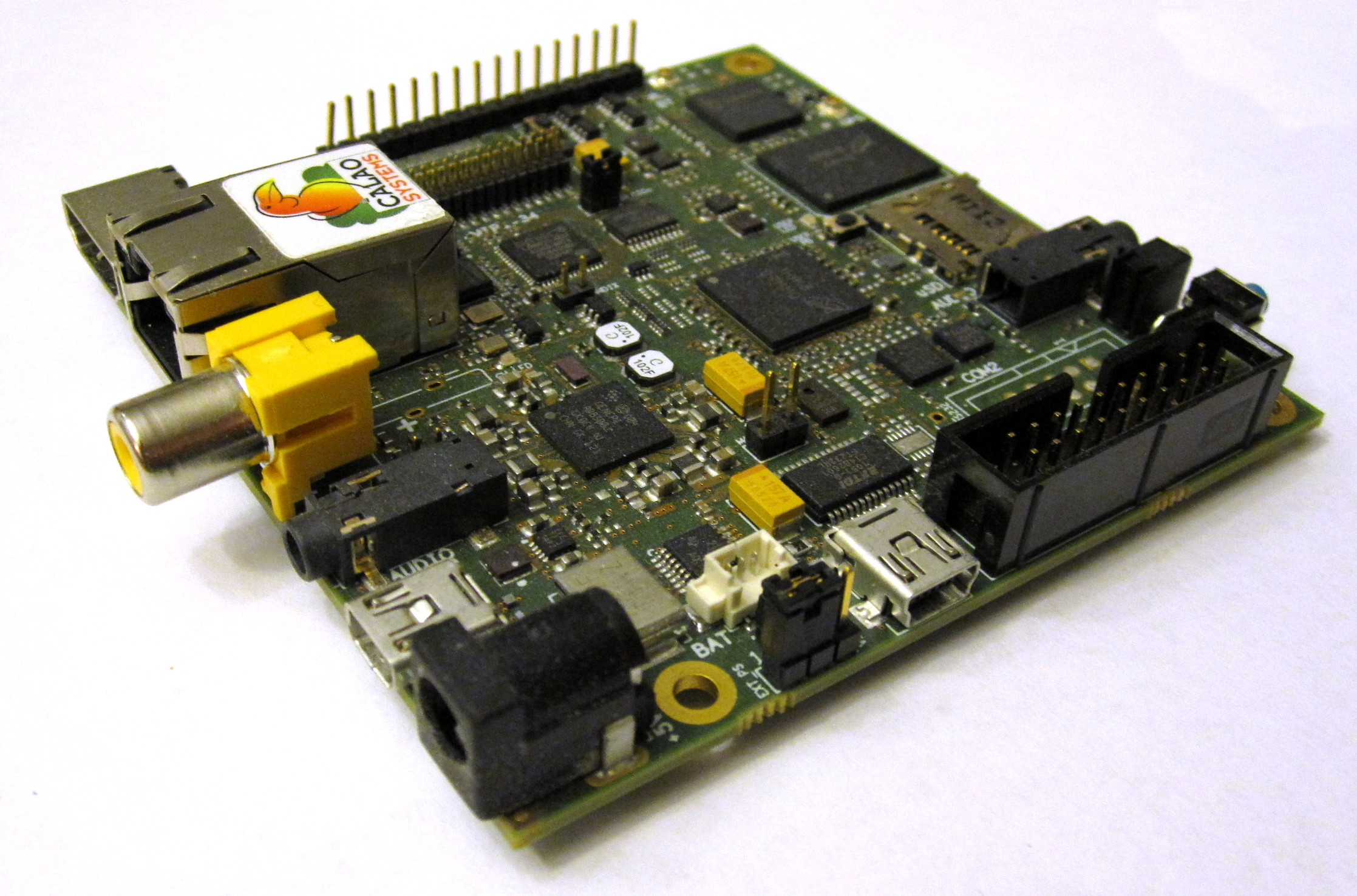
Snowball є одноплатним комп'ютером у форм-факторе Nano-ITX з використанням SoC NovaThor версії A9500.

NovaThor — платформа, що складається з інтегрованої системи на чипах (SoC) та модему для смартфонів та планшетів, розроблений ST-Ericsson, 50/50 спільним підприємством Ericsson та STMicroelectronics створеним 3 лютого 2009 року. ST-Ericsson також продає окремо системи на кристалі (Nova) і навіть модеми (Thor). Частина системи додатків процесора була наступником попередньої лінійки Nomadik від STMicroelectronics.

## Історія
На початку 2009 року, розробка SoC Nomadik під назвою STn8500 була замінена сімейством NovaThor від ST-Ericsson і перейменована в U8500, оскільки підрозділ ST-NXP Wireless було об’єднано у спільне підприємство ST-Ericsson
2 листопада 2011 року Nokia оголосила про намір створити свої майбутні смартфони Windows Phone на платформі NovaThor, відхиляючись від звичайного використання Qualcomm Snapdragon в телефонах з цією операційною системою.  Станом на 2014 рік, Nokia так і не представила жодної моделі на платформі NovaThor
28 лютого 2012 року, ST-Ericsson оголосила, що вони перейдуть на повністю розряджений кремній на ізоляторі (FD-SOI) транзисторів у майбутніх продуктах для зниження споживання енергії. Як приклад вони заявили, що L8540 SoC з FD-SOI транзисторів споживатиме на 35% менше електроенергії.
23 квітня 2012 року компанія оголосила, що розробка прикладних додатків процесора (таких як NovaThor) має бути переміщена назад у STMicroelectronics.
21 листопада 2012 року було оголошено, що ST-Ericsson приєднався до Sailfish Alliance, отже, платформа NovaThor ModAp підтримуватиме смартфони Jolla та Sailfish OS.
10 грудня 2012 року ST-Ericsson оголосила, що STMicroelectronics залишить спільне підприємство після перехідного періоду, завдяки якому Ericsson стане повноправним власником компанії.
20 грудня 2012 року Ericsson оголосила, що не буде купувати решту 50% акцій STMicroelectronics. Тому майбутнє компанії залишалося невизначеним.
30 січня 2013 року ST-Ericsson оголосила в рамках своїх квартальних результатів, що вони відвантажили 10,7 мільйона одиниць U8500 NovaThor у четвертому кварталі 2012 року.
28 травня 2013 року ST-Ericsson оголосила, що продасть активи та права інтелектуальної власності на глобальну навігаційну супутникову систему мобільного підключення (GNSS) компанії Intel за 90 мільйонів доларів.
5 серпня 2013 року ST-Ericsson було розчленовано, а активи передані Ericsson і ST-Microlectronics

## Список SoC Nova і NovaThor
| Номер моделі            | Техпроцес виробництва | Набір інструкцій ЦП | ЦП                                    | ГПУ                                       | Тип пам'яті          | Радіомодулі                                                     | Доступність | Пристрої |
| ----------------------- | --------------------- | ------------------- | ------------------------------------- | ----------------------------------------- | -------------------- | --------------------------------------------------------------- | ----------- | --- |
| NovaThor U8500          | 40 нм                 | ARMv7               | 1 ГГц двоядерний ARM Cortex-A9        | ARM Mali 400 MP (одноядерний)             | LPDDR2               | HSPA                                                            | 2011        | Motorola XT760, HTC Desire 400 dual sim Ontim WP8500, Samsung Galaxy Ace 2, Samsung Galaxy Beam, Samsung Galaxy S Advance, Samsung Galaxy S III Mini, Samsung Galaxy Xcover 2, Shanda Bambook, Sony Xperia go, Sony Xperia P, Sony Xperia sola, Sony Xperia U, Yulong Coolpad CP7728 |
| NovaThor U9500          | 45 нм                 | ARMv7               | 1 ГГц двоядерний ARM Cortex-A9        | ARM Mali 400 MP                           | LPDDR2               | GSM/EDGE, WCDMA/HSPA+ (HSDPA 21 Mbit/s, HSUPA 5.76 Mbit/s)      | 2011        | |
| Nova A8500              | 45 нм                 | ARMv7               | 800-1000 МГц двоядерний ARM Cortex-A9 | ARM Mali 400MP (275-400 МГц)(одноядерний) | LPDDR2               | Невідомо                                                        | 2011        | |
| Nova A9500              | 45 нм                 | ARMv7               | 1.2 ГГц двоядерний ARM Cortex-A9      | ARM Mali 400 MP                           | LPDDR2               | Невідомо                                                        | 2011        | HTC Sensation Z710T (Китай), Lenovo LePhone S899t, Snowball |
| Nova A9540              | 32 нм                 | ARMv7               | 1.85 ГГц двоядерний ARM Cortex-A9     | PowerVR SGX 544                           | Дво-канальний LPDDR2 | Невідомо                                                        | Скасовано   | |
| NovaThor L9540          | 32 нм                 | ARMv7               | 1.85 ГГц двоядерний ARM Cortex-A9     | PowerVR SGX 544                           | Дво-канальний LPDDR2 | LTE FDD/TDD, HSPA+, TD-SCDMA, EDGE (зовнішній модем Thor M7400) | Скасовано   | |
| Nova A8540              | 28 нм                 | ARMv7               | 1.85 ГГц двоядерний ARM Cortex-A9     | PowerVR SGX 544                           | Дво-канальний LPDDR2 | Невідомо                                                        | 2013        | |
| NovaThor L8540          | 28 нм                 | ARMv7               | 1.85 ГГц двоядерний ARM Cortex-A9     | PowerVR SGX 544 @ 500 MHz                 | Дво-канальний LPDDR2 | LTE FDD/TDD, HSPA+, TD-SCDMA, EDGE (вбудований модем)           | Скасовано   | |
| NovaThor L8580 (eQuad ) | 28 нм FD-SOI          | ARMv7               | 2.5-3.0 ГГц двоядерний ARM Cortex-A9  | PowerVR SGX 544 @600 MHz                  | Дво-канальний LPDDR2 | LTE FDD/TDD, HSPA+, TD-SCDMA, EDGE (вбудований модем)           | Скасовано   | |
| Nova A9600              | 28 нм                 | ARMv7               | 2.5 ГГц двоядерний ARM Cortex-A15     | PowerVR Series6 (Rogue)                   | Дво-канальний        | Невідомо                                                        | 2013        | |

## Подібні платформи
- Intel Atom
- Apple silicon
- Samsung Exynos
- Texas Instruments OMAP
- Qualcomm Snapdragon
- Nvidia Tegra